# Грайнер-Петтер-Мемм, Симона
Симона Грайнер-Петтер-Мемм (нем. Simone Greiner-Petter-Memm; род. 15 сентября 1967, Йена, Гера) — немецкая биатлонистка (1992—2000) и лыжница (1987—1997), серебряный призёр Олимпийских игр 1994 года в эстафете, пятикратная чемпионка мира, серебряный призёр чемпионата мира 1995 года в командной гонке. В сезоне 1996/1997 была близка к завоеванию Кубка мира, но в общем зачёте заняла третье место, уступив Магдалене Форсберг и Уши Дизль. Замужем за бывшим немецким двоеборцем Сильвио Меммом.